# Раасику
Раасику (на естонски: Raasiku) е муниципалитет в област Харю, Естония. Административен център е село Арукюла. Населението му през 2012 година е 4738 души. Площта на муниципалитета възлиза на 158 km².

## Личности
- Густав Ернесакс (1908 – 1993) – композитор и диригент.

## Галерия
- Църква в Раасику
- Дръвче
- Водонапорна кула в Раасику
- Усадба в Кивлиоо